# Humberto Carrão
Humberto Halbout Carrão Sinoti (Rio de Janeiro, 28 de agosto de 1991) é um ator, apresentador, diretor e roteirista brasileiro.

## Carreira
Humberto começou a carreira em 2000, aos oito anos, no seriado Bambuluá, interpretando Perversos, um dos garotos da gangue de Magush que queriam destruir Bambuluá. Em 2002, foi entrevistado em sua escola pelo Alô, Vídeo Escola, do Canal Futura, durante um programa sobre pré-adolescência. Em 2004, interpretou Diogo na 11ª temporada temporada de Malhação, temporada essa que foi a de maior sucesso do seriado. No ano de 2005, integrou o elenco da telenovela Bang Bang interpretando Pablito. Ainda em 2005, participou de um episódio de Carga Pesada programa protagonizado por Antônio Fagundes e Stênio Garcia onde fez um filho da personagem de Vanessa Gerbelli na série, recebendo um elogio de Antônio Fagundes, que ao bater em suas costas disse "muito bom, hein". Em 2007, o ator fez uma participação no Sítio do Picapau Amarelo. Em 2009, voltou a atuar no seriado Malhação interpretando o vilão Caio Lemgruber, que ao fim acabou se tornando protagonista. Já em 2010, Carrão interpretou Luti no remake de Ti Ti Ti telenovela de 1985. Para interpretar esse personagem, Humberto viajou para a Espanha para ter referências para compô-lo.

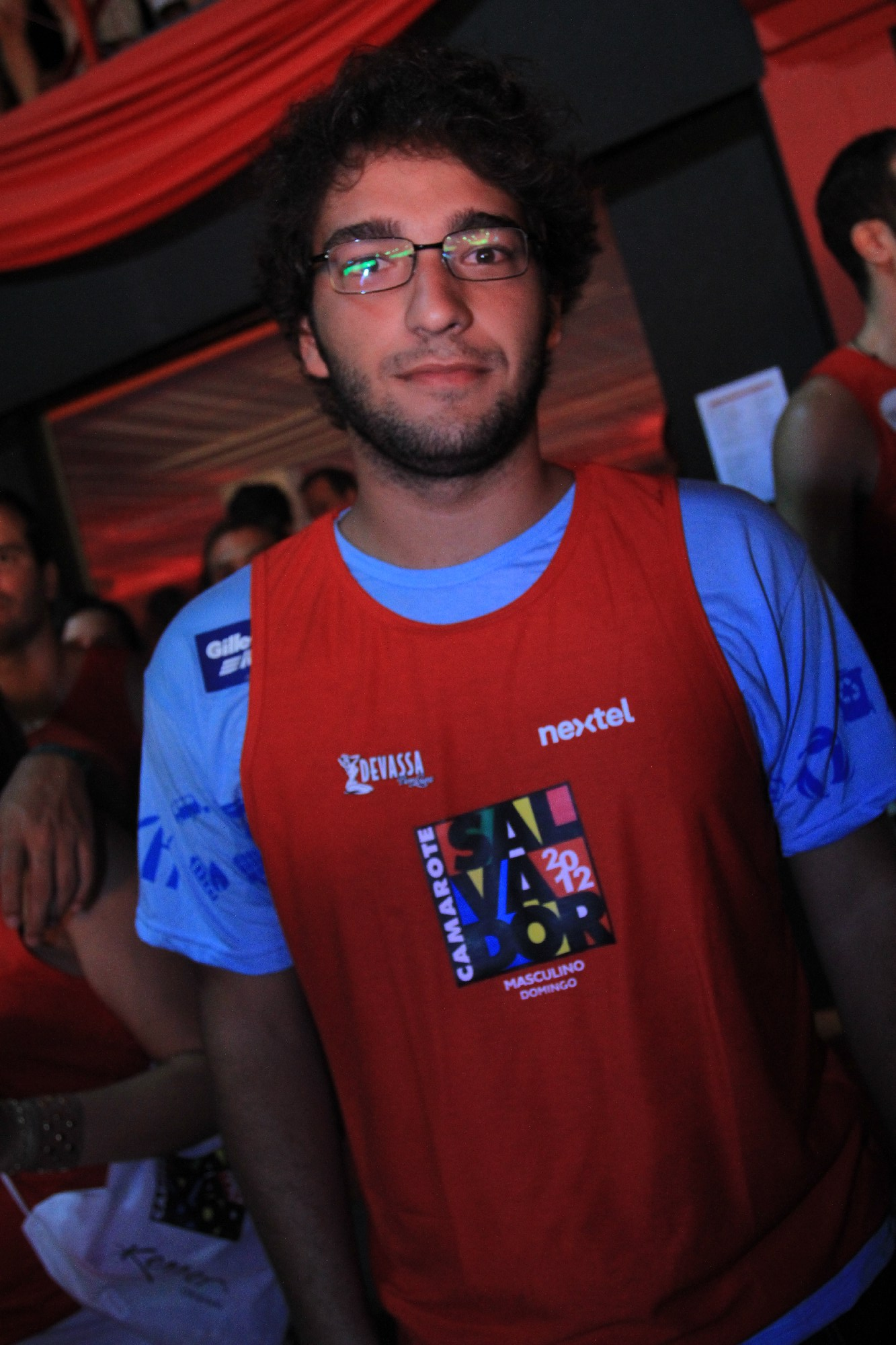
Humberto no Carnaval da Bahia em 2012.

Humberto foi baterista na banda “Olegários”, formada por ele e pelos companheiros Helder Agostini e Felipe Basílio.
Atuou na novela Cheias de Charme, como Elano, irmão de boa índole de Maria da Penha, interpretada por Taís Araújo. Era par romântico de outra protagonista da trama,  Maria Aparecida (Isabelle Drummond). Em 2013, interpreta o perigoso Fabinho na novela Sangue Bom, trabalho que marca sua segunda parceria com Isabelle Drummond. Assim como o seu personagem Caio, Fabinho também se regenera aos poucos, depois que se apaixonada de verdade por Giane, personagem de Isabelle. Em 2014, interpreta o programador Davi em Geração Brasil, repetindo novamente a parceria com os autores Filipe Miguez e Izabel de Oliveira e com a parceira de novelas Isabelle Drummond. Em 2015, apresenta o programa Pausa pro Café, do Canal Brasil que fala sobre os curtas metragens do país. No mesmo ano, estreia seu primeiro trabalho como diretor, roteirista e produtor no curta-metragem premiado À Festa. À Guerra, que participou de 18 festivais dentro e fora do Brasil, ganhando oito prêmios. No ano seguinte, dirige seu segundo curta, também premiado, Regeneração. Em 2016, fez sua estreia no horário nobre como o mulherengo Tiago em A Lei do Amor, formando um triângulo amoroso com Isabella Santoni e Alice Wegmann. De 2019 até 2021, atuou na novela Amor de Mãe, de Manuela Dias, no papel de Sandro, que ainda bebê foi vendido pela mãe Vitória (Taís Araújo) na adolescência e foi criado em uma favela por uma traficante de bebês, Kátia (Vera Holtz). Para 2020, escreve seu primeiro longa com a autora Ana Maria Gonçalves.
Em 2022, aparece em dose dupla no Globoplay: em setembro, estreia a série  Rota 66 - A Polícia que Mata, ancorada no livro homônimo de Caco Barcellos, o ator atua como protagonista, o jornalista Caco; a trama  mergulha na sua biografia, imergindo em sua trajetória profissional marcada por investigações jornalísticas como o assassinato de três jovens paulistanos, descobrindo um grupo de matadores que opera com o aparente aval da justiça militar. Em outubro do mesmo ano, aparece em Todas as Flores, dividida em duas partes, de João Emanuel Carneiro, onde interpreta um dos personagens principais, Rafael, herdeiro do vilão vivido por Fábio Assunção que sofreu um acidente de carro na adolescência, e após três anos vivendo quase cego, recuperou a visão por meio de um transplante de córneas. Virou um perfumista milionário que criou em sua empresa um programa inclusivo que emprega pessoas cegas, onde conhece a deficiente visual Maíra (Sophie Charlotte), mocinha da trama, por quem se apaixona, mesmo estando namorando a irmã de Maíra, a ambiciosa Vanessa (Letícia Colin).
Carrão voltou às novelas em 2024 com uma participação no reboot de Renascer, novela de Benedito Ruy Barbosa adaptada por Bruno Luperi, onde interpretou o protagonista José Inocêncio (Marcos Palmeira) na primeira fase trama, fazendo par romântico com Duda Santos, intérprete de Maria Santa. 

## Vida pessoal
Carrão nasceu na cidade do Rio de Janeiro, filho de Paulo Roberto Sinoti, e de Leila Halbout Carrão, possui origem francesa e portuguesa  do lado materno, e italiana e portuguesa do lado paterno. Durante as gravações da décima sexta temporada da série Malhação, Carrão começou a namorar a protagonista Bianca Bin, mas o namoro durou apenas dez meses.
Desde 2012 namorava a atriz Chandelly Braz, que conheceu durante as gravações da novela Cheias de Charme. Em 2022, após 10 anos juntos, o casal decidiu pôr um fim no relacionamento.
É torcedor do Clube de Regatas Flamengo, sendo frequentemente visto em jogos do clube.

## Filmografia

### Televisão
| Ano  | Título                       | Personagem / Cargo              | Notas                                     |
| ---- | ---------------------------- | ------------------------------- | ----------------------------------------- |
| 2000 | Bambuluá                     | Perverso                        | Temporadas 1–2                            |
| 2004 | Malhação                     | Diogo Soares da Costa           |                                           |
| 2005 | Bang Bang                    | Pablito Bolivar                 |                                           |
| 2005 | Carga Pesada                 | Rodrigo                         | Episódio: "Homem de Família"              |
| 2007 | Sítio do Picapau Amarelo     | Caipora                         | Temporada 7                               |
| 2008 | Por Toda Minha Vida          | Amigo de Rafael                 | Episódio: "Mamonas Assassinas"            |
| 2009 | Malhação                     | Caio Lemgruber                  |                                           |
| 2010 | Ti Ti Ti                     | Luís Otávio Martins (Luti)      |                                           |
| 2011 | Aquele Beijo                 | Apresentador de concurso        | Episódio: "17 de outubro"                 |
| 2012 | Dercy de Verdade             | Arnald                          | Episódio: "12 de janeiro"                 |
| 2012 | Cheias de Charme             | Elano Fragoso                   |                                           |
| 2013 | Sangue Bom                   | Fábio Queiroz Campana (Fabinho) |                                           |
| 2014 | Geração Brasil               | Davi Reis / Davi Schmidt Marra  |                                           |
| 2015 | Pausa pro Café               | Apresentador                    |                                           |
| 2016 | A Lei do Amor                | Tiago Leitão                    |                                           |
| 2018 | Sob Pressão                  | Dr. Henrique Figueira           | Temporada 2                               |
| 2019 | Amor de Mãe                  | Sandro Amorim Camargo           |                                           |
| 2022 | Rota 66 - A Polícia que Mata | Caco Barcellos                  |                                           |
| 2022 | Todas as Flores              | Rafael Martínez Barreto         |                                           |
| 2023 | Jessie & Colombo             | Colombo Vieira de Souza (voz)   |                                           |
| 2023 | Betinho - No Fio da Navalha  | Henfil                          |                                           |
| 2024 | Renascer                     | José Inocêncio (jovem)          | Episódios: "22 de janeiro–5 de fevereiro" |
| 2025 | Vale Tudo                    | Afonso Almeida Roitman          |                                           |

### Cinema
como ator
| Ano  | Título                | Personagem | Nota           |
| ---- | --------------------- | ---------- | -------------- |
| 2016 | Felizes Para Sempre   | Hugo       | Curta-metragem |
| 2016 | Aquarius              | Diego      |                |
| 2016 | Aurora                | Bruno      |                |
| 2017 | O Animal Cordial      | Magno      |                |
| 2018 | Paraíso Perdido       | Pedro      |                |
| 2021 | Marighella            | Humberto   |                |
| 2024 | Dona Lurdes - O Filme | Sandro     |                |
| 2024 | Ainda Estou Aqui      | Félix      |                |
| 2025 | Pasárgada             | Manuel     |                |

como diretor/roteirista/montagem/produção
| Ano  | Título            | Nota           |
| ---- | ----------------- | -------------- |
| 2015 | À Festa. À Guerra | Curta-metragem |
| 2016 | Regeneração       | Curta-metragem |

## Teatro
| Ano  | Peça        | Personagem |
| ---- | ----------- | ---------- |
| 2014 | Microteatro | Ele        |

## Prêmios e indicações
| Ano  | Prêmio                             | Categoria                               | Trabalho                     | Resultado |
| ---- | ---------------------------------- | --------------------------------------- | ---------------------------- | --------- |
| 2006 | Prêmio Contigo! de TV              | Melhor Ator Infantil                    | Bang Bang                    | Indicado  |
| 2009 | Capricho Awards                    | Colírio Nacional                        | Malhação                     | Indicado  |
| 2010 | Capricho Awards                    | Melhor Ator Nacional                    | Ti Ti Ti                     | Indicado  |
| 2010 | Capricho Awards                    | Colírio Nacional                        | Ti Ti Ti                     | Indicado  |
| 2012 | Prêmio Contigo! de TV              | Melhor Ator Coadjuvante                 | Cheias de Charme             | Indicado  |
| 2013 | Prêmio Quem de Televisão           | Melhor Ator                             | Sangue Bom                   | Indicado  |
| 2014 | Prêmio Contigo! de TV              | Melhor Ator de Novela                   | Sangue Bom                   | Indicado  |
| 2015 | Festival de Cinema de Vitória      | Melhor Filme                            | À Festa. À Guerra            | Venceu    |
| 2015 | Festival de Cinema de Vitória      | Melhor Concepção Sonora                 | À Festa. À Guerra            | Venceu    |
| 2015 | Festival de Cinema de Caruaru      | Melhor Direção                          | À Festa. À Guerra            | Venceu    |
| 2015 | Festival de Cinema de Caruaru      | Melhor Filme                            | À Festa. À Guerra            | Venceu    |
| 2015 | Curta Taquary                      | Melhor Direção                          | À Festa. À Guerra            | Venceu    |
| 2016 | Prêmio Quem de Cinema              | Melhor Ator de Cinema                   | Aquarius                     | Venceu    |
| 2016 | Festival Curta-Brasília            | Melhor Montagem do Júri oficial         | Regeneração                  | Venceu    |
| 2016 | Festival de Cinema de Vitória      | Melhor Filme do Júri oficial            | Regeneração                  | Venceu    |
| 2020 | Prêmio Break Tudo                  | Melhor Ator Brasileiro                  | Amor de Mãe                  | Indicado  |
| 2020 | Melhores do Ano Minha Novela       | Melhor Ator Coadjuvante                 | Amor de Mãe                  | Indicado  |
| 2020 | Troféu Internet                    | Melhor Ator de Novela                   | Amor de Mãe                  | Indicado  |
| 2022 | Festival Sesc Melhores Filmes      | Melhor Ator Nacional                    | Marighella                   | Indicado  |
| 2022 | Grande Prêmio do Cinema Brasileiro | Melhor Ator Coadjuvante                 | Marighella                   | Indicado  |
| 2023 | Prêmio Platino                     | Melhor Interpretação Masculina em Série | Rota 66 - A Polícia que Mata | Indicado  |
| 2023 | SEC Awards                         | Melhor Ator em Série Nacional           | Rota 66 - A Polícia que Mata | Indicado  |
| 2024 | SEC Awards                         | Melhor Ator em Novela                   | Renascer                     | Indicado  |
| 2024 | Prêmio Noticiasdetv.com            | Melhor Ator em Participação Especial    | Renascer                     | Pendente  |
| 2024 | Melhores do Ano Natelinha          | Melhor Ator                             | Renascer                     | Pendente  |